# 响应元件
响应元件或应答元件（英語：Response elements）是基因啟動子区域的一段短的DNA序列，能与特异的转录因子结合，调控基因的转录。
在接受外界刺激条件下，转录激活蛋白会结合到响应元件上启动相应基因的转录。如果不同的基因在其调控区域有着相同的响应元件，这些基因会被相同的刺激条件激活，产生协同的应答。

## 激素反应元件
激素反应元件 (HRE) 是基因启动子内的一段短DNA序列，能够与特定的激素受体复合物结合，从而调节转录。  该序列最常见的是由三个核苷酸分隔的一对反向重复序列，这也表明受体以二聚体形式结合。 具体而言，HRE 对类固醇激素有反应，因为激活的类固醇受体是结合 HRE 的转录因子。 这调节类固醇激素发出信号的基因的转录。
一个基因可能有许多不同的反应元件，允许对转录水平和速率进行复杂的控制。
激素反应元件在转基因动物细胞中用作基因表达的诱导剂(Inducer)。
激素反应元件的例子包括雌激素反应元件和雄激素反应元件。

## 例子
一些响应元件的例子包括：
- 激素响应元件（Hormone response element）
  - 雄激素响应元件（Hormone response element，AREs）
  - 雌激素响应元件（Hormone response element，EREs）
- cAMP响应元件（cAMP response element，CRE）
- TPA响应元件（TPA response element）
- Rev响应元件（Rev response element）
- 缺氧响应元件（Hypoxia-responsive elements，HRE）